# Saugluftbremse

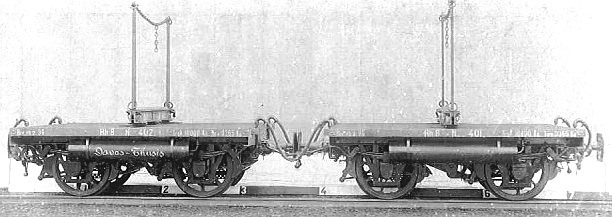
An diesen Drehschemelwagen der Rhätischen Bahn sind deutlich die seitlich angebrachten Vakuumbehälter für die Saugluftbremse zu erkennen.

Die Saugluftbremse, auch Luftsaugbremse oder Vakuumbremse genannt, ist eine im Eisenbahnbetrieb zur Bremsung der Züge eingesetzte Betriebsbremse für Triebfahrzeuge und Wagen. Im Gegensatz zur heute überwiegend eingesetzten Druckluftbremse funktioniert die Saugluftbremse nicht durch einen Überdruck, sondern durch einen Unterdruck gegenüber dem herrschenden Umgebungsluftdruck. Die Bremse erhielt ihren Namen nach dem zur Erzeugung des Unterdruckes eingesetzten Luftsauger, der in der Schweiz als Vakuumpumpe bezeichnet wird. Die in der Schweiz und Österreich gebräuchliche Bezeichnung Vakuumbremse wurde früher auch in Deutschland verwendet.

## Funktionsprinzip

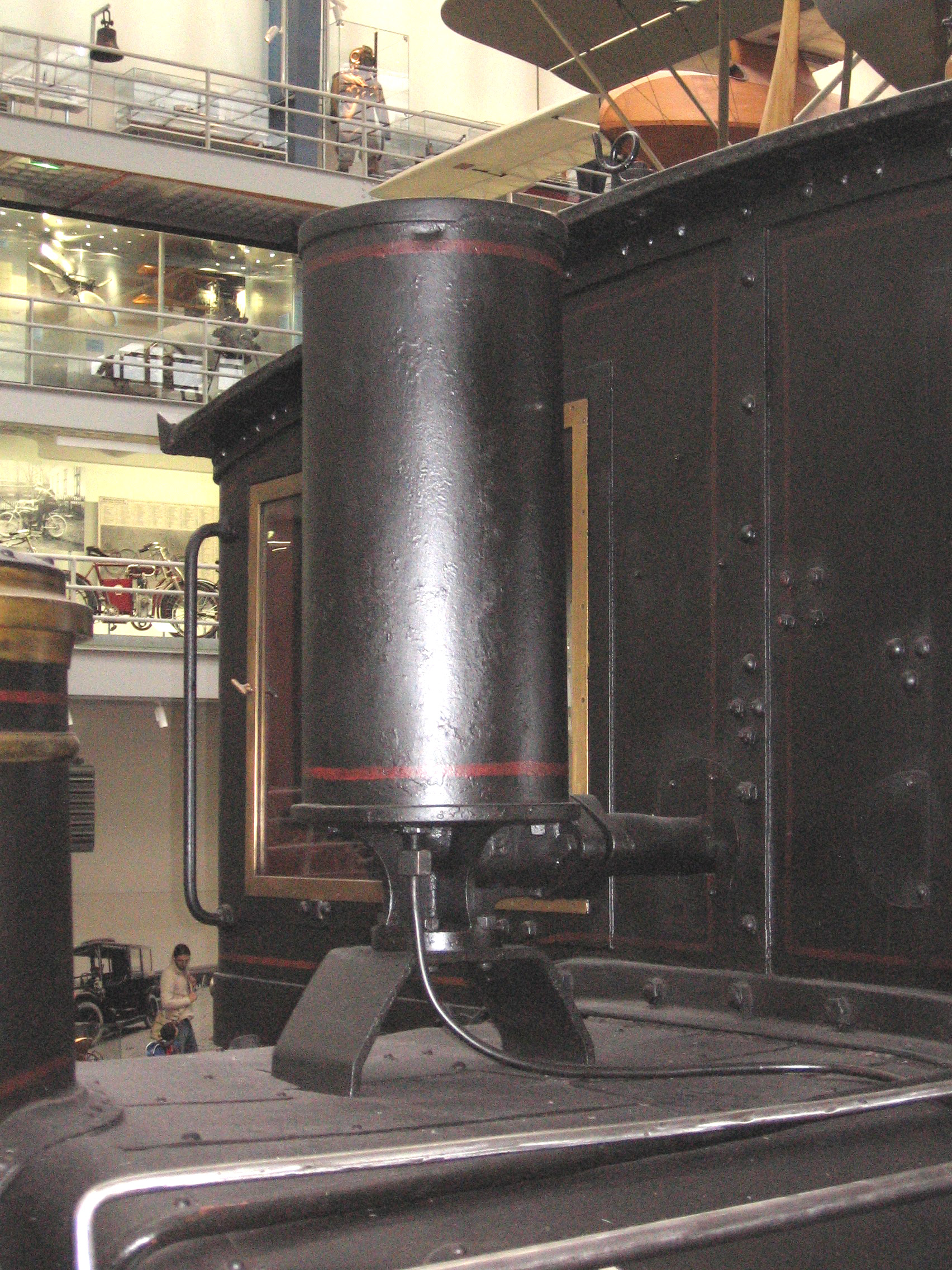
Ejektor (Luftsauger) der Saugluftbremse bei der Lokomotive 252.008 der Tschechoslowakischen Staatsbahnen

Bei der Saugluftbremse entsteht die Bremskraft dadurch, dass auf beide Seiten des Bremszylinderkolbens ein unterschiedlich hoher Druck einwirkt.
Um die Saugluftbremse als durchgehende Zugbremse zu verwenden, müssen alle Fahrzeuge des Zuges mit der Saugluftleitung, in der Schweiz als Vakuum-Hauptleitung bezeichnet, verbunden sein. Die Saugluftschläuche der Kupplungen sind oft an wendelförmigen Drahtverstärkungen zu erkennen und haben einen im Vergleich zu Schläuchen der Druckluftbremse wesentlich größeren Durchmesser. Absperrhähne gibt es an den Fahrzeugen nicht. Die Schlauchkupplungen sind im Vergleich zu Druckluftbremsen weniger aufwändig, da sich die Dichtflächen durch die Druckdifferenz zur Außenluft selbsttätig aneinander pressen. Nicht benötigte Schlauchkupplungen werden mit Blindstopfen abgedeckt, die entweder am Kopfstück aufgehängt sind, wie es zum Beispiel bei den sächsischen Schmalspurbahnen der Fall ist, oder fest angebaut sind, wie in Großbritannien und auf der Iberischen Halbinsel. Nach der Wirkungsweise unterscheidet man zwischen nicht selbsttätigen und selbsttätigen Bremsen. Beide Bauarten entsprechen in ihrem Aufbau der direkt wirkenden beziehungsweise der indirekt wirkenden Druckluftbremse.

### Nicht selbsttätig wirkende Saugluftbremse
Bei der nicht selbsttätig wirkenden Saugluftbremse muss zum Bremsen ein Unterdruck im Bremszylinder und in der Saugluftleitung hergestellt werden. Um die Bremse zu lösen, öffnet man ein Ventil, das die Leitung mit dem atmosphärischen Luftdruck verbindet. Bei vollem Druckausgleich sind die Bremsklötze von den Radreifen wieder gelöst.
Die nicht selbsttätig wirkende Saugluftbremse war 1889 mitverantwortlich für den Eisenbahnunfall von Armagh, der 80 Menschenleben kostete. Die nicht selbsttätige Saugluftbremse ist nicht als Betriebsbremse bei Eisenbahnen zugelassen.

### Selbsttätig wirkende Saugluftbremse

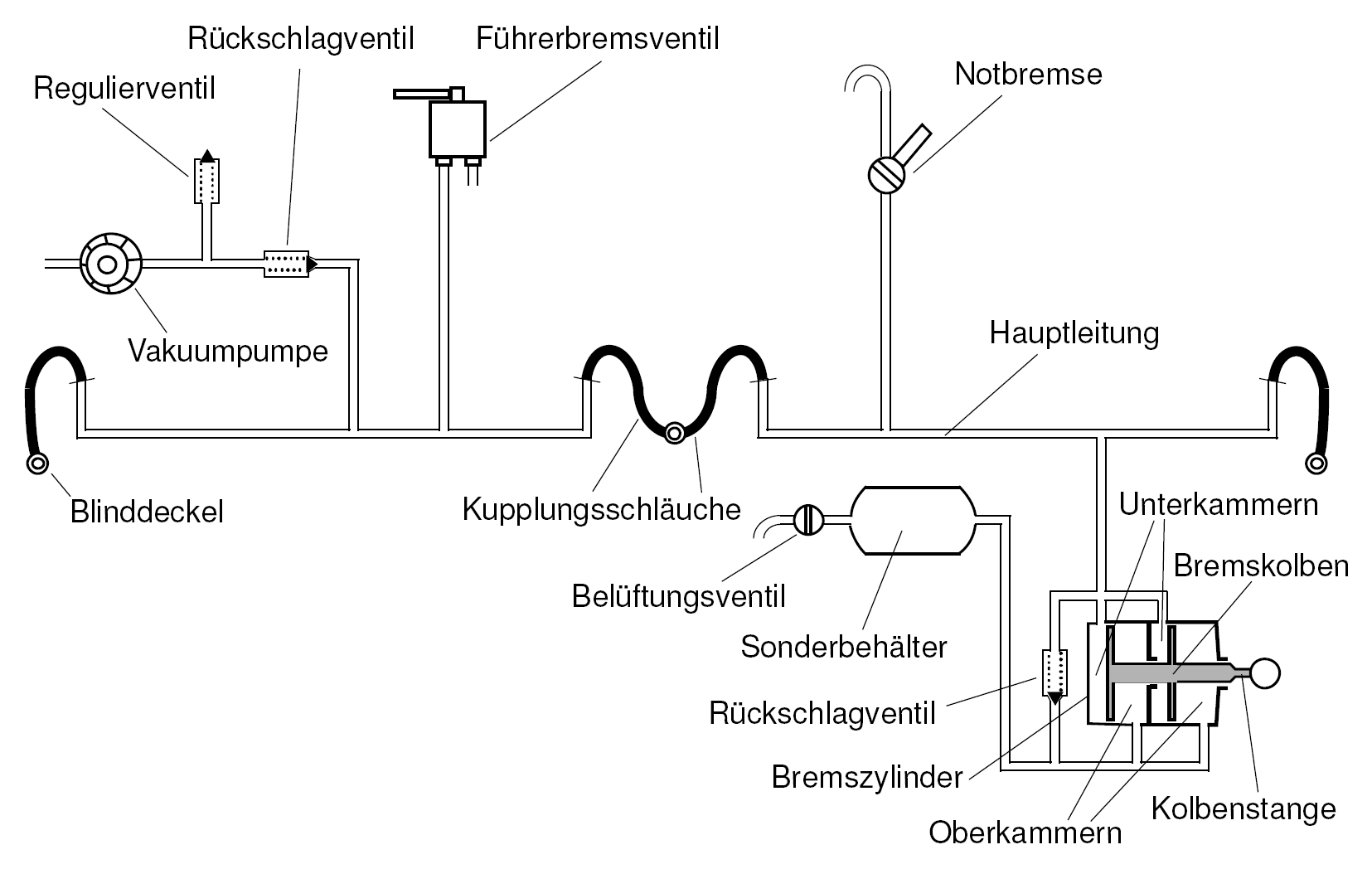
Prinzip der selbständig wirkenden Saugluft- oder Vakuumbremse

Die selbsttätig wirkende Saugluft- oder Vakuumbremse, auch automatische Vakuumbremse (aV) genannt, arbeitet ähnlich wie eine Zweikammer-Druckluftbremse wie z. B. die Knorr-Zweikammerbremse Kzbr oder der Zweikammerbremszylinder der Kunze-Knorr-Bremse. Der mechanische Teil der Saugluftbremsanlage mit Bremsgestänge, Bremsklötzen etc. entspricht weitestgehend den bei Druckluftbremsen angewandten Konstruktionen. Da die geringeren Druckunterschiede bei Saugluftbremsen größere Bremszylinderdurchmesser erfordern, werden diese in der Regel vertikal eingebaut. Bei Fahrzeugen, die grenzüberschreitend in Netzen mit Saug- und Druckluftbremse eingesetzt werden, wie das in der Vergangenheit im Verkehr mit der iberischen Halbinsel und Großbritannien der Fall war, wirken Saug- und Druckluftbremszylinder unabhängig voneinander auf dasselbe Bremsgestänge.

#### Evakuieren bzw. Lösen
Die Vakuumpumpe auf dem Triebfahrzeug saugt (evakuiert) über ein Rückschlagventil aus dem ganzen System die Luft ab, wodurch ein Unterdruck aufgebaut wird. Bei Dampflokomotiven wird dieser mit einem Ejektor erzeugt, der mit dem Führerbremsventil vereinigt ist. Über die Hauptluftleitung werden die Unterkammern der Bremszylinder und über Rückschlagventile die Oberkammern und die Sonderbehälter evakuiert. Bei waagerecht liegenden Bremszylindern hält eine Rückholfeder, bei senkrecht eingebauten das Eigengewicht des Kolbens diesen in der Lösestellung. Die Bremse ist betriebsbereit bzw. gelöst, wenn zwischen dem atmosphärischen Druck und dem System eine Druckdifferenz von 52 cm Hg (690 hPa) erzeugt ist und zwischen der Unter- und Oberkammer der angeschlossenen Bremszylinder Druckausgleich herrscht. Auf dem Triebfahrzeug begrenzt ein Regulierventil die Druckdifferenz zwischen dem atmosphärischen Luftdruck und der Hauptluftleitung auf 52 cm Hg. Das Rückschlagventil verhindert bei Stillstand der Vakuumpumpe das unkontrollierte Eindringen von Außenluft.

#### Bremsen
Mit dem Führerbremsventil wird das Vakuum in der Hauptluftleitung und den Unterkammern der Bremszylinder durch dosiertes Einlassen von Außenluft vermindert. Der Unterdruck von 52 cm Hg in den Oberkammern und den Sonderbehältern bleibt dank der automatisch wirkenden Abdichtung durch die eingebauten Rückschlagventile erhalten. Infolge des Druckunterschieds in den beiden Kammern wird die Kraft der Rückholfeder bzw. das Eigengewicht des Kolbens überwunden und dieser bewegt sich in die Bremsstellung.
Bei einer Schnell- oder Notbremsung wird die Saugluftleitung unmittelbar mit der Außenluft verbunden. So wird der Unterdruck in kürzester Zeit zerstört und die maximale Bremswirkung erzielt. Erfolgt eine Zugtrennung, baut sich der Unterdruck an der Trennstelle ebenfalls sofort ab.

### Vakuumgesteuerte Druckluftbremse
Die vakuumgesteuerte Druckluftbremse wird meist im Zusammenhang mit der Dualbremse verwendet. Sie hat gegenüber der reinen Vakuumbremse den Vorteil, dass auf dem Triebfahrzeug die Druckluftbremse verwendet werden kann, die gleichzeitig als Rangier- und einer Schleuderbremse dient und mit einem Gleitschutzregler versehen werden kann. Das Fahrzeug benötigt jedoch zusätzlich zur Vakuumpumpe einen Kompressor oder die Druckluft muss von der Speiseleitung geliefert werden. Die Druckluftbremse des Triebfahrzeugs wird über die Vakuumbremsleitung angesteuert. Der Triebfahrzeugführer kann über das Vakuumführerbremsventil die Luftverdünnung in der Vakuumbremsleitung teilweise oder ganz aufheben. Dadurch wird das Übersetzungsventil, ein vakuumgesteuertes Druckluftventil betätigt, das entsprechend der noch vorhandenen Luftverdünnung in der Vakuumbremsleitung die Druckluftbremse anlegt. Fahrzeuge mit vakuumgesteuerter Druckluftbremse haben zusätzlich zur Ausrüstung der Vakuumbremse auch die Ausrüstung der Druckluftbremse. Diese wird über das Vakuumsteuerventil, auch Übersetzungsventil genannt, angesteuert, das die gleiche Funktion wie das Steuerventil der Druckluftbremse hat.

## Vergleich zur Druckluftbremse

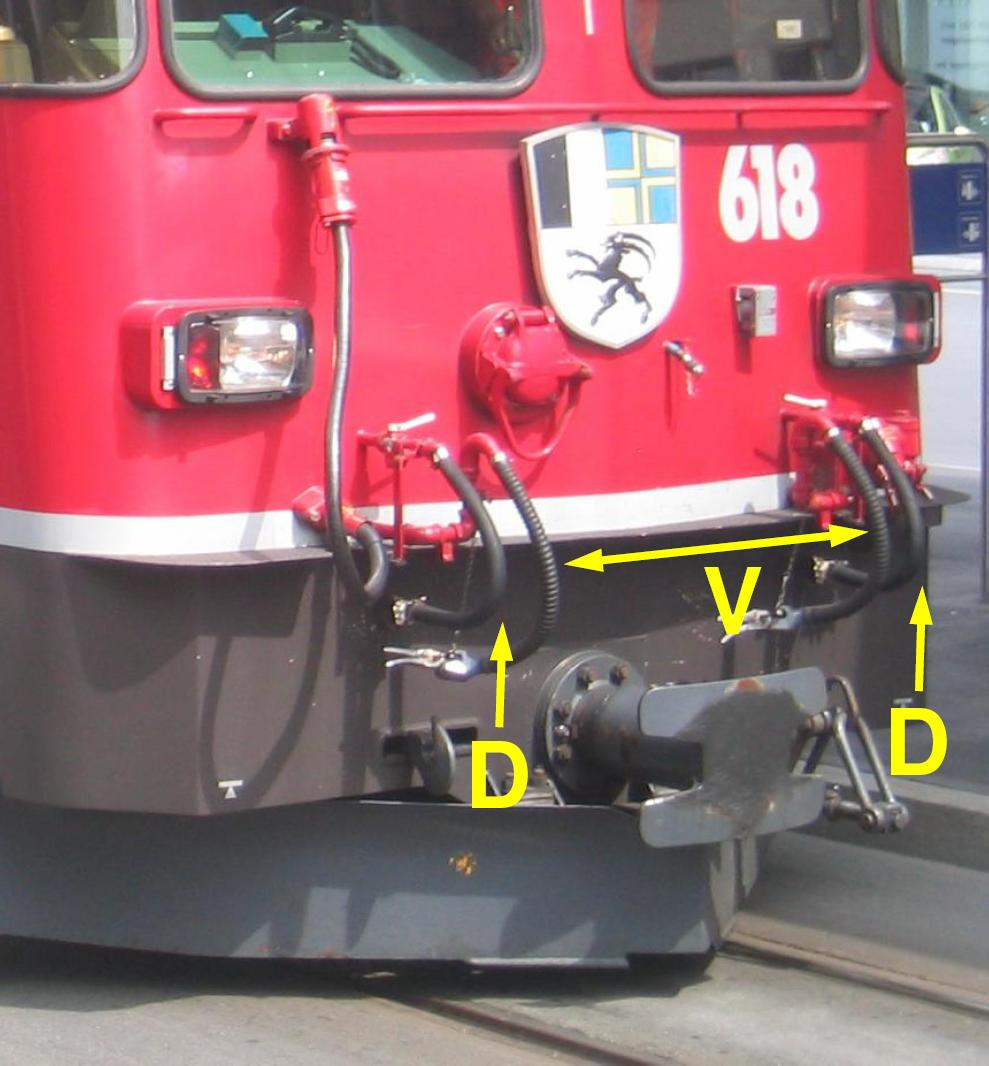
Bremskupplungsschläuche einer Ge 4/4 II der Rhätischen Bahn. Die Kupplungsschläuche der Vakuum-Hauptluftleitung (V) sind an den Verstärkungen mit ringförmigem Stahlgerippe zu erkennen. Mit der Druckluft-Speiseleitung (D) können Wagen mit vakuumgesteuerter Druckluftbremse versorgt werden.

### Vorteile
Im Vergleich zur Druckluftbremse weist die Saugluftbremse folgende Vorteile auf:
- Die Saugluftbremse lässt sich gut regulieren und insbesondere stufenweise lösen. Sie ist unerschöpfbar. Beides machte sie für Gebirgsbahnen besonders geeignet. Bei den relativ kurzen Zügen spielte auch der gegenüber Einkammerbremsen höhere Luftverbrauch keine entscheidende Rolle. Diese Vorteile fielen nicht mehr ins Gewicht, als die mehrlösige Druckluftbremse eingeführt wurde.
- Wegen ihres einfachen Aufbaus ist die Saugluftbremse unempfindlich und leicht zu warten. Es können keine Funktionsstörungen durch in der Luftleitung gefrierendes Kondenswasser auftreten.

### Nachteile
Im Vergleich zur Druckluftbremse weist die Saugluftbremse folgende Nachteile auf:
- Während die Druckluftbremse Bremszylinderdrücke von mehreren Bar ermöglicht – üblich sind bis zu 3,8 bar – ist die Druckdifferenz bei der Saugluftbremse von vornherein durch den atmosphärischen Luftdruck (etwa 1 bar) begrenzt; tatsächlich werden nur etwa 0,7 bar erzielt.[2] Um eine vergleichbare Bremskraft (Druckdifferenz × Kolbenfläche) zu erreichen, müssen die Bremszylinder ungefähr den zweieinhalbfachen Durchmesser aufweisen. Daraus resultiert der in der Regel senkrechte Einbau der Bremszylinder. Neben den größeren Bremszylindern sind auch deutlich größere Hilfsbehälter notwendig.[2]
- Wegen der Größe der Bremsausrüstung sind Saugluftbremsen wesentlich schwerer als Druckluftbremsausrüstungen.[2][3]
- Durch die größeren Abmessungen und Massen sind Saugluftbremsen teurer in der Anschaffung.[2][3]
- Die Saugluftbremse reagiert träger: Die Durchschlagsgeschwindigkeit der Vakuumbremse beträgt in der Regel 15, bei einer Schnellbremsung ca. 200 m/s. Sie ist somit geringer als bei der Druckluftbremse. Das Lösen der Saugluftbremse beansprucht relativ viel Zeit.[2]
- Ein mechanischer Gleitschutz lässt sich bei der Saugluftbremse nicht realisieren.
- Bei Dampflokomotiven ist der hohe Dampfverbrauch des Ejektors von Nachteil.[2] Dafür ist der Ejektor viel einfacher und weniger störungsanfällig als die bei der Druckluftbremse benötigte Luftpumpe, da er keine bewegliche Teile besitzt.
- Durch den Unterdruck im System wird bei Leckagen an Schlauchkupplungen und Bremszylindern und bei Betriebsbremsungen Schmutz angesaugt, der im Bremssystem für erhöhten Verschleiß sorgt.[2]
- Bei der Erzeugung des Unterdrucks kann sich in der Luft enthaltene Feuchtigkeit niederschlagen, was in Verbindung mit der bei der Erzeugung des Unterdrucks entstehenden Abkühlung und niedrigen Umgebungstemperaturen zu Reifbildung und Vereisung führen kann. Dies kann zur Unbrauchbarkeit oder Beschädigung der Bremseinrichtung führen.[2]

## Geschichte

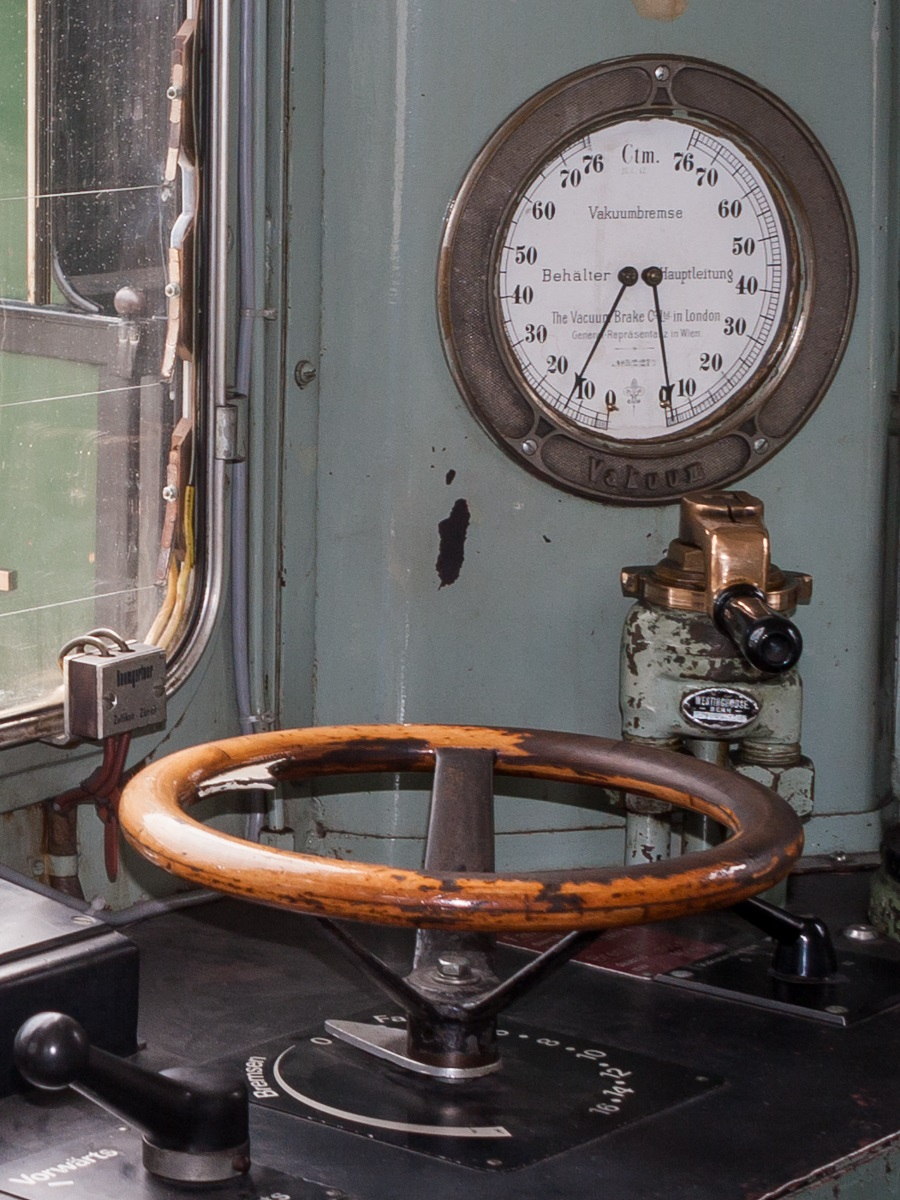
Manometer der Vakuumbremse im Führerstand der RhB Ge 2/4 222 aus dem Jahr 1913 von der Gebrüder Hardy AG aus Wien

Um die Mitte des 19. Jahrhunderts versuchten viele Erfinder, Eisenbahnbremsen zu verbessern und zentral zu bedienen. Herausragend war die 1869 von George Westinghouse erfundene Druckluftbremse. Sie wurde von Westinghouse mehrfach verbessert, zum Beispiel durch das 1872 erfundene automatische Bremsventil. Trotzdem setzte sich die Druckluftbremse nicht überall durch, ein Grund dafür lag in Westinghouse´ Preispolitik: Er gab weder Rabatt noch erlaubte er eine Lizenzfertigung, um die Kontrolle über seine patentierte Erfindung nicht zu verlieren.
Eine preisgünstige Alternative wurde daher die um 1870 von John Y. Smith erfundene Vakuumbremse. Sie ist ebenfalls eine durchgehende Bremse, aber einfacher aufgebaut und damit billiger als die Westinghouse-Bremse. In den USA entledigte sich Westinghouse dieser Konkurrenz erfolgreich, indem er 1875 Smiths Patentrechte aufkaufte. Der Konkurrenzkampf setzte sich jedoch in England fort, wo George Westinghouse keinen Patentschutz genoss, sodass die englischen Bahnen überwiegend die billigere, aber nicht selbsttätige Smith-Vakuumbremse beschafften.
Die englische Aufsichtsbehörde forderte ab 1875 die widerstrebenden Bahngesellschaften auf, automatische durchgehende Bremsen einzuführen, die bei Zugtrennungen selbsttätig den Zug anhalten. Um nicht die Westinghouse-Druckluftbremse beschaffen zu müssen, entwickelte T. G. Clayton, Chef der Wagenwerkstätten der Midland Railway, eine selbsttätig wirkende Vakuumbremse. In Verbindung mit dem verbesserten Ejektor von James Gresham war die selbsttätige Vakuumbremse nun praxistauglich und wurde zum Standard in Großbritannien und dem damaligen Empire.
Um 1875 verbesserte John Hardy die Smith-Vakuumbremse durch die Verwendung einer neuen Konstruktion für den Bremszylinder. Die verbesserte Bremse wurde als Hardy-Bremse bekannt. Die Bremse bewährte sich und fand unter anderem bei den Bahngesellschaften, die der Rothschild-Bankengruppe nahestehenden, Anwendung, insbesondere in Frankreich, Österreich-Ungarn und bei der Schweizer Gotthardbahn. Ab 1900 setzte sie sich als Standard-Bremsausrüstung bei den k.k. österreichischen Staatsbahnen durch, wo sie als österreichische selbsttätige Vakuumschnellbremse bezeichnet wurde und auch für Güterzüge benutzt wurde.
Die 1877 von John Hardy gegründete Vacuum Brake Company Ltd. in London vermarktete die Patente von Smith, Clayton, Gresham und Hardy. John Hardys Sohn William Edward hatte in Wien die Geschäftsleitung der dortigen Tochterfirma Gebrüder Hardy A.G. übernommen und entwickelte in Folge einen Bremsschieber, mit dem der Lokomotivführer die Bremse perfekt regulieren kann. 1885 war die selbsttätige Hardy-(Clayton-) Vakuumbremse ausgereift und blieb gut 50 Jahre unverändert in Produktion.

## Bauformen und Verbreitung

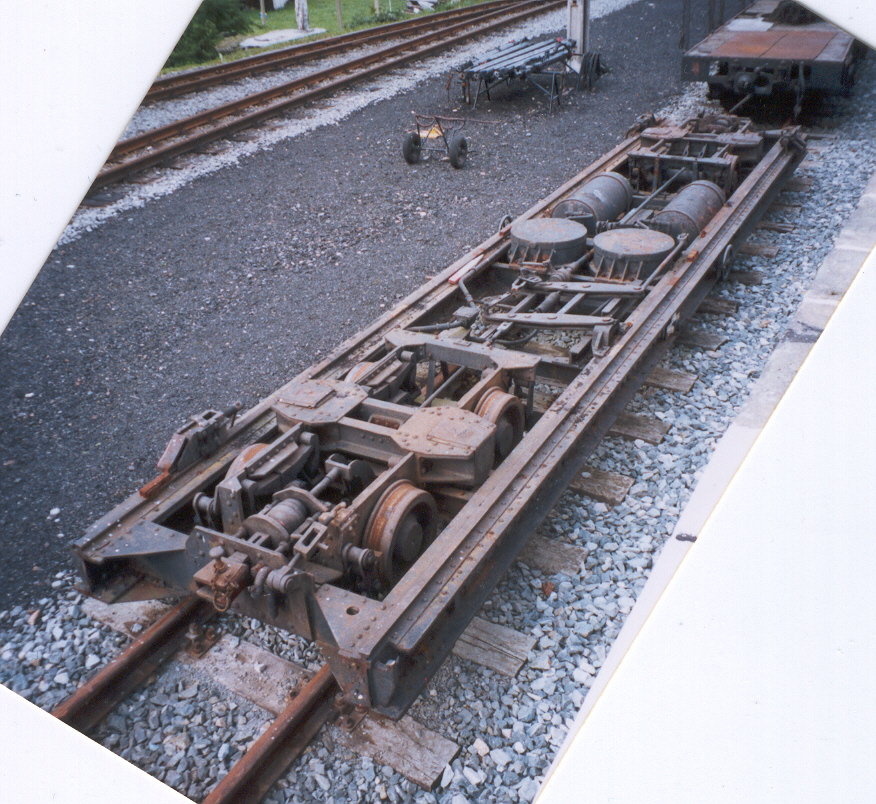
Rollwagen der Preßnitztalbahn mit deutlich sichtbaren, senkrecht eingebauten Vakuumbremszylindern

- Deutschland: Über die Namen der Hersteller der jeweiligen Bremsausrüstungen werden die Hardy- und Körting-Saugluftbremse unterschieden. Beide Bauarten sind kompatibel und können zusammen eingesetzt werden, sie unterscheiden sich voneinander lediglich in Details wie z. B. die Bauart der Bremszylinder. Beide Bauformen sind noch bei einigen sächsischen Schmalspur-Fahrzeugen sowie bei der Museumseisenbahn Bruchhausen-Vilsen im Einsatz.
- Österreich: Ab 1891 bis zu Beginn des Zweiten Weltkriegs wurden bei den Vorgängerbahnen der heutigen Österreichischen Bundesbahnen vor allem Saugluftbremsen Bauart Hardy eingesetzt. Reisezugwagen für den internationalen Verkehr waren zusätzlich zur Saugluftbremse mit der Druckluftbremse ausgerüstet. Bei Schmalspurbahnen ist die Saugluftbremse heute noch verbreitet, z. B. bei den Altfahrzeugen der Mariazellerbahn, Zillertalbahn, Pinzgauer Lokalbahn oder den Waldviertler Schmalspurbahnen. Bei Neufahrzeugen kommt jedoch nur mehr die Druckluftbremse zur Anwendung. Auch bei den ursprünglich von Österreich errichteten und ausgestatteten Schmalspurbahnen in Jugoslawien wurde die Saugluftbremse bis zur Einstellung der letzten Strecken (um 1975) beibehalten.
- Schweiz: Um das Jahr 1900 waren Vakuum- und Druckluftbremse bei Schmalspurbahnen etwa gleich häufig verbreitet. Mit der Modernisierung des Rollmaterials wechselten die meisten Bahnen zur Druckluftbremse. Abgesehen von Museumsbahnen trifft man vakuumgebremste Züge heute noch bei der Rhätischen Bahn, der Matterhorn-Gotthard-Bahn, der Montreux-Berner Oberland-Bahn und bei den Transports publics Fribourgeois anzutreffen.
- übrige Länder: In Großbritannien, Irland den britischen Kolonien sowie in Spanien und Portugal war die selbsttätige Saugluftbremse weit verbreitet. Allmählich wurde sie durch die Druckluftbremse abgelöst, wobei dieser Wechsel in Großbritannien ab den 1970er Jahren stattfand. Bei den Indian Railways[6] und bei den Bahnen in den Ländern Subsahara-Afrikas wird die Saugluftbremse teilweise immer noch verwendet. Für die meisten dieser Fahrzeuge lieferte die mit der Vacuum Brake Company in London als „Generalrepräsentanz“ für Kontinentaleuropa eng verknüpfte Tochterfirma Gebrüder Hardy A.G. in Wien die Bremsausrüstung.